# Premios de cine de Mainichi
 Los Premios de cine de Mainichi (毎日映画コンクール Mainichi Eiga Konkūru?) es un evento en torno a premios de cine, patrocinado por Mainichi Shinbun (毎日聞), una de las compañías de periódicos más grandes de Japón, desde 1946. 

## Premios
- Premio Mainichi a la mejor película
- Premio Mainichi a la excelencia cinematográfica
- Premio Mainichi al Mejor Director
- Premio Mainichi a la mejor fotografía
- Premio Mainichi a la Mejor Dirección de Arte
- Premio Mainichi a la mejor película de animación
- Premio Mainichi al Mejor Actor
- Premio Mainichi al mejor actor de reparto
- Premio Mainichi a la mejor actriz
- Premio Mainichi a la mejor actriz de reparto
- Premio Mainichi a la mejor banda sonora
- Premio Mainichi a la mejor película extranjera.
- Premio Mainichi al Mejor Guion
- Premio Mainichi a la mejor música
- Premio Mainichi a la mejor grabación de sonido
- Premio Ōfuji Noburō